# Trixagus horni
Trixagus horni is een keversoort uit de familie dwergkniptorren (Throscidae). De wetenschappelijke naam van de soort werd in 1917 gepubliceerd door Charles Émile Blanchard.